# Conakrya
Conakrya là một chi nhện trong họ Pisauridae.